# Edward Osei-Kwaku
Edward Osei-Kwaku (* 1942 oder 1943; † 13. September 2005 in Roman Hill, Kumasi) war ein ghanaischer Rechtsanwalt, Politiker und Sportfunktionär.

## Leben und Wirken

### Ausbildung und Beruf
Nach seiner allgemeinen Schulausbildung und dem Besuch des Adisadel College in Cape Coast und dem Prempeh College in Kumasi studierte der aus dem Volk der Akan stammende Osei-Kwaku an der Universität von Ghana und an der Ghana School of Law. In den 1980er Jahren war er Geschäftsführer (Managing Director) der inzwischen aufgelösten Ashanti Regional Development Corporation, unter deren Leitung zahlreiche Entwicklungsprojekte in der Ashanti Region durchgeführt wurden.
Als einer der angesehensten Rechtsanwälte in Kumasi wurde er 1994 in die Kumasi Metropolitan Assembly, das Distriktsparlament des Kumasi Metropolitan District, gewählt. Trotz wiederholter Auseinandersetzungen mit dem damaligen Chief Executive, Nana Akwasi Agyeman, setzte er mehrere kommunale Entwicklungsprojekte erfolgreich um. Vor seinem Wechsel in die Politik war Osei-Kwaku als Rechtsanwalt mit eigener Kanzlei (Afriyie Chambers) tätig.

### Engagement im Sport
Osei-Kwaku war begeisterter Sportfunktionär und über viele Jahre in verschiedenen Positionen beim Fußballverein Asante Kotoko tätig. Unter seiner Mitwirkung erzielte der Verein nationale und internationale Erfolge. Beim Klub bekleidete er über viele Jahre hinweg verschiedene Ämter, darunter das des Vorstandssekretärs (Board Secretary) und zuletzt das des Direktors.

### Politische Karriere
Bei der Präsidentschafts- und Parlamentswahl 1996 wurde er als Kandidat der New Patriotic Party (NPP) ins Parlament von Ghana gewählt und vertrat dort den Wahlkreis Asokwa West. Bei den Wahlen erhielt er in seinem Wahlkreis 42.734 Stimmen, was 52,7 % der insgesamt abgegebenen Stimmen ausmachte. Im Parlament war er zunächst Minderheitensprecher für Umwelt, Wissenschaft und Technologie. Bei der ghanaischen Präsidentschafts- und Parlamentswahl 2000 erhielt er im Wahlkreis Asoka West 48.738 Stimmen, was 74,5 % der insgesamt abgegebenen Stimmen ausmachte. Nach dem Wahlsieg der NPP im Jahr 2000 wurde er von Präsident John Agyekum Kufuor zum Stellvertretenden Minister für Präsidialangelegenheiten (Deputy Minister for Presidential Affairs) ernannt. Am 13. November 2001 folgte seine Berufung zum Minister für Jugend und Sport (Minister of Youth and Sports), ein Amt, das er bis zum 17. April 2003 ausübte.
In dieser Funktion setzte er sich für eine umfassende Reform der Sportinfrastruktur ein. Zu seinen wichtigsten Leistungen zählen:
- die Renovierung veralteter Sportstätten,
- die Planung und der Bau neuer Infrastrukturen,
- die Einleitung der erfolgreichen Bewerbung Ghanas für den Afrika-Cup 2008,
- die Konzeption eines neuen Sports Development Bill zur Förderung des nationalen Sports.

Zu den in dieser Zeit sanierten Spielstätten gehörten die größten Stadien des Landes, wie etwa das Accra Sports Stadium oder das Kumasi Sports Stadium.
Trotz seiner Erfolge wurde er später im Rahmen einer Kabinettsumbildung aus dem Amt entlassen. Beobachter sahen darin eine politische Entscheidung, obwohl Osei-Kwaku als leistungsstarker Minister galt.

### Engagement für Studierende
Bereits 1997 trat Osei-Kwaku öffentlich bei der Präsentation des Amnesty International Annual Report in Kumasi auf und kritisierte dabei das PNDC-Regime für dessen Menschenrechtsverletzungen. Sein Engagement für studentische Belange – insbesondere an der Kwame Nkrumah University of Science and Technology (KNUST) – war nachhaltig.
Er unterstützte maßgeblich die Gründung der Tertiary Education Students Confederacy (TESCON), dem Studentenflügel der NPP im Jahr 2000, unter anderem durch finanzielle Hilfen und strukturelle Aufbauarbeit. Er war regelmäßiger Gast bei Diskussionsforen wie Always Around in der Unity Hall der KNUST und motivierte junge Menschen zur politischen Mitgestaltung und gesellschaftlichen Verantwortung.

### Tod
Am Abend des 13. September 2005 wurde Edward Osei-Kwaku vor seinem Haus in der Roman-Hill-Gegend von Kumasi von einem Mercedes-Benz 207 D angefahren. Der Fahrer des Wagens, der 25-jährige Yaw Agyapong, beging daraufhin Fahrerflucht, stellte sich jedoch am Morgen danach bei der Polizei von Juaben, im Nordosten von Kumasi. Anderen Berichten zufolge war er nach seiner Flucht in Effiduase festgenommen worden. Osei-Kwaku, der bei dem Unfall tödlich verletzt worden war, wurde in das nahegelegene Komfo Anokye Teaching Hospital eingeliefert, wo jedoch nur noch sein Tod festgestellt werden konnte. Zuvor hatte Osei-Kwaku noch an den Feierlichkeiten zur Amtseinführung des neuen Adontenhene von Kumasi teilgenommen.
Er war verheiratet und mehrfacher Familienvater. Zum Zeitpunkt seines Todes war er Unternehmer und Vorsitzender des Ashanti-Regionalzweigs des lokalen Organisationskomitees zur Organisation des Afrika-Cups 2008 – ein Turnier, dessen Ausrichtung er selbst initiiert hatte.
Edward Osei-Kwaku wurde in ganz Ghana als standhafter, prinzipientreuer Politiker und engagierter Christ geschätzt. Er galt als wortgewandter Vertreter der Danquah-Dombo-Busia-Tradition, als Reformer, Förderer der Jugend und überzeugter Verfechter von Marktwirtschaft und Rechtsstaatlichkeit.
Weniger als drei Jahre nach dem tödlichen Unfall mit Osei-Kwaku war der Unfalllenker abermals an einem tödlichen Verkehrsunfall beteiligt. Am 1. Mai 2008 erfasste er mit einem Opel Astra in Asukokoo bei Effiduase in Richtung Senkyi ein sechsjähriges Mädchen, das noch an der Unfallstelle verstarb. Agyapong wurde nach dem Unfall festgenommen, jedoch zunächst auf Kaution freigelassen und aufgefordert, seinen Führerschein vorzulegen. Er kam dieser Anordnung jedoch nicht nach und tauchte unter. Die Polizei intensivierte daraufhin die Fahndung und konnte Agyapong schließlich aufspüren und am 14. Januar 2009 vor Gericht bringen. Einen Monat später stellte Agyapong einen Antrag auf Kaution, der jedoch vom Bezirksgericht von Effiduasi aufgrund fehlender Zuständigkeit abgelehnt wurde. Der vorsitzende Richter begründete die Entscheidung damit, dass sein Gericht (ein Bezirksgericht) keine Zuständigkeit habe, in einem Tötungsfall Kaution zu gewähren. Solche Befugnisse obliegen höheren Instanzen wie dem High Court oder anderen übergeordneten Gerichten.